# Brian McBride
Brian Robert McBride (* 19. Juni 1972 in Arlington Heights, Illinois) ist ein ehemaliger US-amerikanischer Fußballspieler, der zuletzt für das US-amerikanische MLS-Franchise Chicago Fire aktiv war.
Zudem ist McBride ehemaliger Nationalspieler der Vereinigten Staaten und wurde von Bruce Arena für die WM 2006 in Deutschland, seine nach 1998 und 2002 dritte Weltmeisterschaft, nominiert.

## Sportlicher Werdegang
McBride spielte bereits in der Buffalo Grove High School sehr erfolgreich Fußball und verhalf seiner Schulmannschaft im Jahre 1988 zu einer Meisterschaft des Staates Illinois. Der 1,83 Meter große und kopfballstarke Stürmer besuchte ab 1990 in Missouri die Saint Louis University und entwickelte sich dort bis zu seinem Abschluss im Jahre 1993 zu einem der landesweit besten Spieler und Rekordtorschützen seiner Universität.
Am 26. März 1993 debütierte McBride im Spiel gegen Honduras für die US-amerikanische Nationalmannschaft und schloss sich Anfang 1994 kurzzeitig dem niederklassigen Team Milwaukee Rampage an. Zur Saison 1994/95 wechselte er nach Europa in die 2. Bundesliga zum VfL Wolfsburg, kam dort jedoch nicht über den Status eines Ergänzungsspielers hinaus und kehrte nach Nordamerika in seine Heimat zurück, wo er 1996 über die Spitzenposition des Draftsystems zu Columbus Crew in die US-amerikanische Major League Soccer, die in ihre erste Saison ging, heimkehrte. Am 3. November desselben Jahres schoss er gegen Guatemala sein erstes Länderspieltor.
McBrides erstes Jahr für Columbus war mit 17 eigenen Treffern sehr erfolgreich. Zudem schoss er in der zweiten Qualifikationsrunde zur Fußball-Weltmeisterschaft 1998 in Frankreich das erste Tor zum 2:1-Sieg gegen Costa Rica. Im Jahr 1997 kam McBride für seinen Verein auf nur dreizehn Spiele, traf jedoch darüber hinaus doppelt in der finalen Qualifikationsrunde gegen El Salvador. Trotz einer Ausbeute von zehn Toren in der anschließenden Saison verpasste er dabei auch weiterhin für seinen Verein einen Großteil der Spiele, wobei der Grund darin lag, dass er zur selben Zeit für die Nationalmannschaft benötigt wurde und auch in den Kader für das Weltmeisterschaftsendturnier in Frankreich nominiert wurde. Bei diesem Turnier schoss er das einzige Tor der US-amerikanischen Nationalmannschaft, die bereits nach der Vorrunde ausschied.
Im Jahr 1999 erzielte er für die Nationalmannschaft beim Konföderationen-Pokal zwei Tore und belegte mit seiner Mannschaft den dritten Platz. Mit Columbus Crew erreichte er das Finale der Eastern Conference und unterlag dabei DC United. Es folgte im Jahr 2000 eine durch einen Wangenknochenbruch verletzungsgeplagte Saison, in der McBride nur zu sechs Toren kam. Im September desselben Jahres wurde er an den englischen Verein Preston North End kurzzeitig ausgeliehen und absolvierte in der Meisterschaft acht Partien, bevor er wieder in die Vereinigten Staaten zurückkehrte. Sein Verletzungspech setzte sich fort und McBride kam 2001 in der Qualifikationsphase zur WM 2002 in Japan und Südkorea nur sporadisch zu Einsätzen.
Einen Leistungshöhepunkt erlebte McBride dann im Jahr 2002. Er gewann mit der Nationalmannschaft den Gold Cup und wurde dabei in die beste Mannschaft des Turniers gewählt. Auch bei der Fußball-Weltmeisterschaft feierte er einen Überraschungserfolg, schoss bei seinen fünf Auftritten gegen Portugal und Mexiko jeweils ein Tor und schied erst im Viertelfinale gegen den späteren Endspielteilnehmer aus Deutschland aus. Mit seinem Verein Columbus Crew gewann er zudem mit dem US Open Cup seinen ersten wichtigen Vereinstitel.
Im Januar 2003 schloss sich McBride für drei Monate dem FC Everton an und stürmte dort an der Seite des damals 17-jährigen Wayne Rooney. Nach vier Toren in den ersten sechs Spielen entwickelte er sich zu einem Publikumsliebling, ging dann jedoch erneut nach Ablauf der Leihfrist nach Columbus zurück. Nach einer weiteren Saison in den Vereinigten Staaten wechselte er zu Beginn des Jahres 2004 für eine Ablösesumme von einer Million Dollar zum FC Fulham und unterschrieb dort einen 2½-Jahresvertrag. Er entwickelte sich dort fortan zum Stammspieler und löste in der Nationalmannschaft noch im selben Jahr Joe-Max Moore als Rekordtorschützen ab.
Im Jahr 2005 wurde McBride in die beste Elf der MLS aller Zeiten gewählt.
Im Juli 2006, kurz nach der Weltmeisterschaft, gab er seinen Rücktritt aus der Nationalmannschaft bekannt. Im Sommer 2008 lief er als Kapitän der US-amerikanischen Fußballolympiaauswahl in Peking auf.
Am 30. Juli 2008 wechselte McBride zu Chicago Fire in die Major League Soccer, er kam im Austausch für Chad Barrett, da der Toronto FC die Trade-Rechte an Brian McBride besaß.
Im September 2010 gab McBride sein Karriereende zum Saisonende bekannt.

## Sonstiges
- McBrides Spitzname ist „Bake“.
- Er engagiert sich für die Central Ohio Diabetes Association zur Behandlung von Diabetes mellitus.

## Erfolge
- Gold-Cup-Gewinner: 2002
- US-Open-Cup-Gewinner: 2002